# 泰国—埃及关系
泰国—埃及关系是指泰国和埃及之間历史上与现代的雙邊關係。两国在19世纪后期就已经建立联系。纳赛尔推翻法鲁克王朝后的1954年，埃及与泰国建立正式外交关系，从而使得埃及成为泰国在阿拉伯世界以及非洲的首个邦交国。建交以来双边关系友好顺利发展，各领域交流频繁。两国也重视对方在区域内的地位，并时常在国际舞台及区域合作上相互支持。

## 政治交流

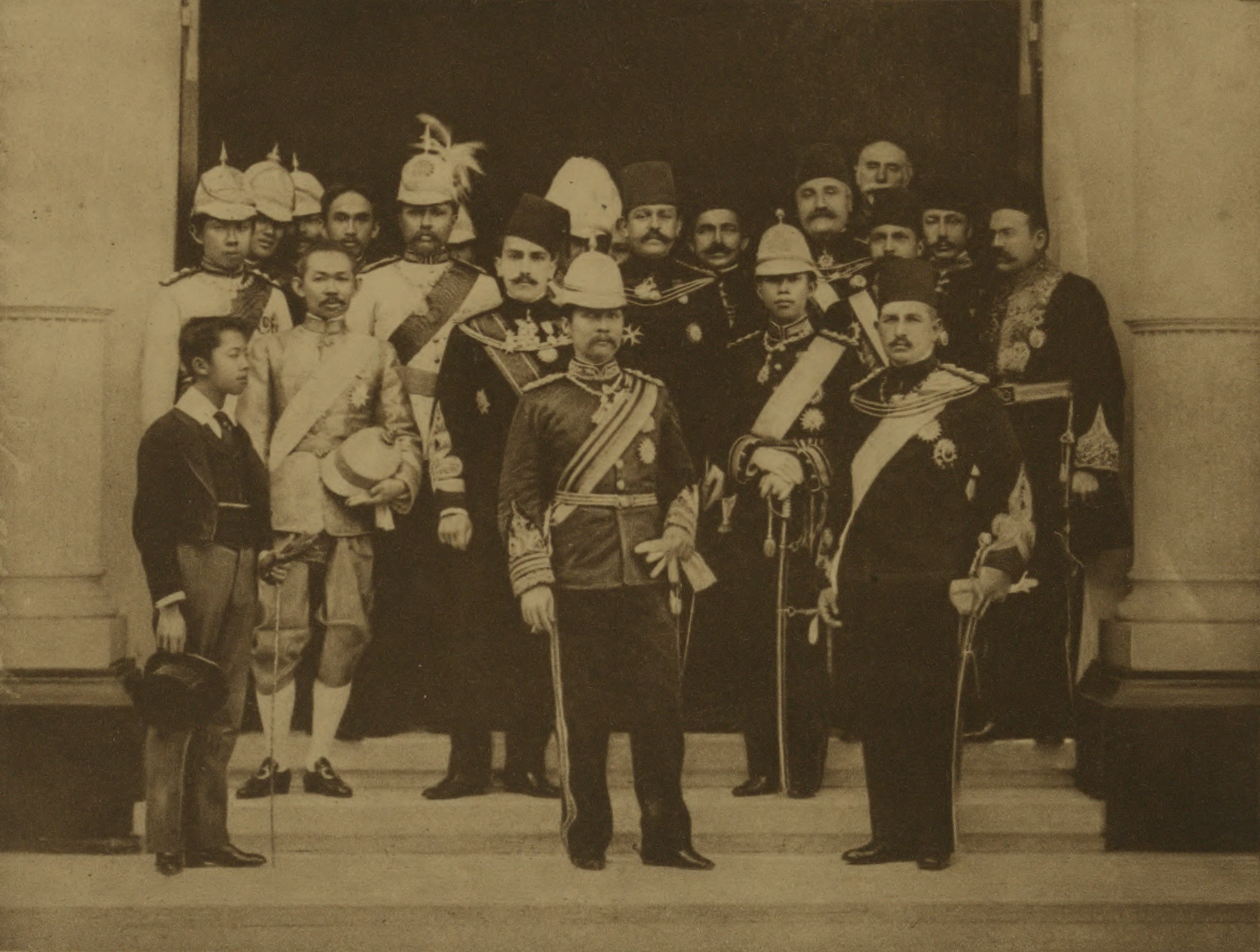
泰王朱拉隆功会见埃及赫迪夫阿拔斯二世·希尔米帕夏

泰国在19世纪后期就已经与处于治下的埃及建立正式联系，泰王朱拉隆功在位期间，暹罗积极发展与欧美各国的外交联系，朱拉隆功本人也在19世纪的首次欧洲之行中通过苏伊士运河并访问了埃及，当时的两国皇室有着一定的交流。
不过，泰国直到1954年9月27日才与新成立的埃及共和国建立邦交，埃及也由此成为泰国在阿拉伯世界的首个邦交国。1956年，在第二次中东战争期间，泰国总理銮披汶·颂堪表示支持埃及捍卫苏伊士运河的主权，认为苏伊士的运河国有化为埃及的主权权利；但同时认为埃及有必要补偿股东的损失并保证运河的航行自由。20世纪70年代，泰国实施“新外交政策”后，致力于加强与包括埃及在内的非洲国家之双边关系。此後兩國關係也得到了進一步的發展。埃及第一夫人潔罕·薩達特更于1976年在她的亚洲之旅中首次訪問了泰国，期间两国还签署了首个文化、教育和科学合作协定。一年后，埃及众议院议长马里（阿拉伯语：سيد مرعي）亦出访了泰国，以深化同泰国立法机关的交流。
进入21世纪，泰、埃双边关系进展顺利，自2003年以来，两国通过联合委员会部长级会议、外交部助理部长级政治磋商会议等政治磋商会议加强了高层交流，双方在联合国、伊斯兰合作组织等国际组织上亦有合作；2016年9月6日，埃及加入了《東南亞友好合作條約》，以加强与包括泰国在内的东盟诸国的长期密切关系和其在多个领域合作的承诺。

## 经济关系

### 经贸交流
自1984年泰国與埃及簽署首份貿易協定以來，兩國相繼簽署了相互鼓勵與保護投資協定、避免双重征税协定等多項雙邊條約，為兩國經貿的正常往來提供了一定法理依據；雙邊貿易往來也因此得到了進一步加強。据經濟複雜性研究中心统计，2021年，泰国共向埃及出口13亿美元，主要出口产品有海鲜、纤维板、电器、汽车及其零部件、橡胶轮胎、化工品等，埃及亦为泰国在非第2大出口伙伴，仅次于南非；同年，埃及共向泰国出口5460余万美元，主要出口产品有天然气、金属制品及药品等。
泰国在埃及拥有一定规模的投资项目；自2008年以来，泰國國家石油股份公司开始在埃及开展天然气等能源的业务；而化工公司银都拉玛则在埃及的行业拥有一定地位，曾收购埃及的同行企业；一些埃及企业则开始投资泰国，主要在该国开展餐旅业务等。

## 人文交流
1976年，埃及第一夫人潔罕·薩達特访泰期间，埃、泰两国签署了文化、教育和科学合作协定，為兩國艺文的进一步交流提供了法理依據；其后，泰国曾派民间表演者参加埃及国际民俗节；2013年，埃及驻泰国大使馆与埃及文化部下属的国家儿童文化中心合作，在泰国组织了主题绘画比赛“青年眼中的埃及”以及手工玩具产品大赛，一定程度上以艺术的形式在泰传播了埃及的良好形象。而泰国大使馆也于2014年，在埃及举办艺文活动推广了泰国文化，同时庆祝泰、埃两国建交60周年。
在旅行上，两国暂未签署任何签证豁免协议，故两国公民需要签证方可入境对方国家。尽管如此，在2017年，共有24,096名埃及游客前往泰国旅游；同年，约有17,527名泰国游客前往埃及旅游。
在教育上，尽管泰国为佛教徒居多的国家，但在泰南三府等地仍然有不少信奉伊斯兰教的穆斯林族群，因此在伊斯兰研究领域居于领先地位的埃及以及其不少大学也深受这些泰国穆斯林学生的欢迎，爱资哈尔大学、开罗大学、十月六日大学等埃及高等院校已经与泰国的合作院校建立了友好关系，共同开展教育合作项目，埃及穆夫提、爱资哈尔大教长也曾经亲访泰国，以促进双方教育的交流；一些埃及教授也被派往泰国教授阿拉伯语。爱资哈尔大学每年也向泰国穆斯林学生颁发80个奖学金名额，资助他们赴埃留学；截至2022年，共有3,500名泰国留学生在包括爱资哈尔大学在内的埃及各大高校接受深造；另一方面，泰國也通过國際研究生計劃（TIPP），定期發放全額獎學金，提供埃及留學生申請赴泰研習深造的机会。

## 交通往来
埃及航空公司已开通了直飞埃、泰两国的航线；该航空公司每周有3班來往於曼谷蘇凡納布機場和开罗国际机场之間的航班。

### 事件
1976年12月25日，一架隶属于埃及航空公司的波音707客机从贾特拉帕蒂·希瓦吉·马哈拉杰国际机场飞往泰国蘇凡納布機場，但在降落時墜毀于曼谷的一個工業園區，造成機上52人全数罹难，地面上亦有19人罹难。经埃及与泰国主管官员调查，当时的飞行员由於大霧看不清跑道，但工業园區燈火通明，加上機組飛曼谷的次數較少，導致不熟悉路線，并最终錯誤降落在工业园区，引发事故。